# Governo Ciorbea
Il Governo Ciorbea è stato il quinto governo della Romania post-comunista, il primo della III legislatura. Fu guidato dal primo ministro Victor Ciorbea.

## Cronologia del mandato

### Nomina
Le elezioni parlamentari in Romania del 1996 videro la prima alteranza di governo dalla rivoluzione del 1989. Ottenendo il 30%, la coalizione di centro-destra della Convenzione Democratica Romena (CDR) del nuovo presidente della Romania Emil Constantinescu superò gli avversari di centro-sinistra del Partito della Democrazia Sociale di Romania (PDSR), che aveva sostenuto il governo uscente. La coalizione vinse le elezioni non solamente per le proprie proposte sul piano ideologico, ma anche per un ambizioso programma di riforma, riassunto nel cosiddetto "Contratto con la Romania". La CDR prometteva il rilancio dell'economia del paese grazie anche all'impiego di 15.000 specialisti. 
In assenza di una maggioranza parlamentare netta, la CDR trovò un'intesa per la formazione di un governo di coalizione con l'Unione Social Democratica (alleanza composta da Partito Democratico e Partito Social Democratico Romeno), che aveva appoggiato il candidato della CDR in occasione del ballottaggio alle elezioni presidenziali del 17 novembre 1996. All'accordo si aggiunse anche la formazione regionalista dell'Unione Democratica Magiara di Romania (UDMR). La nuova maggioranza parlamentare, quindi, era costituita da una "coalizione di coalizioni" che, pur divergenti sul piano ideologico e organizzativo, il 6 dicembre 1996 firmarono il «Patto per la governabilità e la solidarietà politica» che, unendo CDR, USD e UDMR, riuscì ad assicurare ai contraenti il controllo del 60% dei posti in parlamento. 
Il nome di Victor Ciorbea per la funzione di primo ministro fu indicato per la prima volta dal suo partito di provenienza, il Partito Nazionale Contadino Cristiano Democratico (PNȚCD), nel corso della seduta dell'ufficio di direzione, coordinamento e controllo del 19 novembre 1996. Il presidente Constantinescu volle personalmente Ciorbea, suo stretto collaboratore e sindaco di Bucarest, preferendolo al segretario generale del PNȚCD Radu Vasile, che godeva di maggior sostegno in seno al partito. Ciorbea rappresentava una figura vicina a quella di un moderatore poco incline al decisionismo politico, elemento che fece propendere per la sua nomina a premier da parte del capo di Stato. L'assegnazione di tutti gli uffici pubblici, dagli incarichi ministeriali, alle società di Stato, alle commissioni parlamentari e persino di quelli minori, come gli ispettori scolastici di nomina governativa, si basava su un complesso algoritmo che prendeva in considerazione la rappresentanza proporzionale di tutti i partiti.
Il governo fu investito l'11 dicembre 1996 con 316 voti a favore, 152 contrari e 6 astensioni. Si trattò di un esecutivo in cui ogni gruppo indicò come ministri diversi propri membri di alto rango. Le decisioni politiche, tuttavia, erano prese dai leader dei vari partiti con il coordinamento del presidente Constantinescu, strategia che indeboliva l'autonomia del primo ministro.

### Programma di riforma

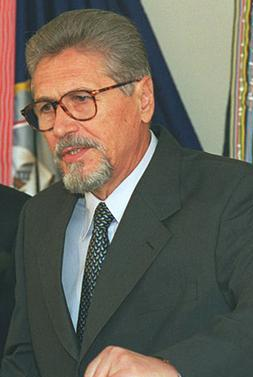
Emil Constantinescu, presidente della Romania dal 1996 al 2000.

Il 30 gennaio 1997 Ciorbea si rivolse alla popolazione annunciando la necessità dell'applicazione di un programma fatto di sacrifici inevitabili, al fine di correggere le distorsioni causate dai governi precedenti, che non si erano discostati eccessivamente dal modello economico socialista. Il nuovo primo ministro accusò l'ex premier Nicolae Văcăroiu di aver privilegiato la corsa a una vana stabilità sociale a costo della distruzione dell'economia nazionale. Il successivo 17 febbraio fu presentato ai cittadini un programma di governo imperniato sulla riduzione della spesa pubblica, sulla liberalizzazione dei prezzi, sulla riforma del sistema bancario e sull'accelerazione del processo di privatizzazione e riorganizzazione delle industrie statali nei settori strategici.
La legge di bilancio venne approvata il 17 aprile 1997 e il giorno successivo il parlamento adottò la legge per la privatizzazione delle banche. Tra febbraio e maggio furono completamente liberalizzati i prezzi della maggior parte dei beni e dei servizi ancora calmierati. Nel mese di giugno per la prima volta nella storia della Romania democratica il governo Ciorbea mise la fiducia (secondo il processo di angajarea răspunderii previsto dall'ordinamento costituzionale rumeno) sulla legge di applicazione del programma di riforma. Due susseguenti mozioni di sfiducia sostenute dall'opposizione furono bocciate dal parlamento il 6 e 9 giugno 1997 (158 voti pro e 277 contro nella prima occasione; 152 pro e 268 contro nella seconda). Il 5 giugno il governo mise la fiducia anche sul provvedimento per la trasformazione delle aziende a capitale pubblico in regime di monopolio (le cosiddette regie autonome) in società commerciali.
Su queste basi il governo riuscì a guadagnare la fiducia dei partner finanziari internazionali. Nel mese di aprile, infatti, il Fondo monetario internazionale concesse un prestito di 410 milioni di dollari, condizionato all'attuazione di diversi piani economici. Il 3 giugno la Banca Mondiale approvò un programma di finanziamento di 550 milioni di dollari nei settori della protezione sociale, dell'agricoltura e dei trasporti.
Al fianco delle iniziative di governo, il presidente Constantinescu assunse il coordinamento del neonato Consiglio nazionale di azione contro la corruzione e il crimine organizzato (in rumeno Consiliul Național de Acțiune Împotriva Corupției și Criminalității Organizate, CNAICCO). Sempre nei primi mesi di governo fu restituita la cittadinanza al monarca Michele I, esiliato nel 1947. Il 12 giugno fu adottata una legge che consentiva alla Chiesa greco-cattolica rumena di rientrare in possesso dei luoghi di culto interdetti dalle autorità comuniste.
In una prima fase le azioni intraprese dai rappresentanti della CDR furono percepite positivamente dalla popolazione. Secondo un sondaggio IRSOP del giugno 1997 il premier Ciorbea aveva una quota di fiducia del 62%, mentre le manovre del governo nella lotta al crimine erano apprezzate dal 69% della popolazione.
Tra i punti prioritari dell'agenda di governo, il primo ministro e il presidente della Romania posero l'ingresso del paese nella NATO già nell'estate 1997. Al summit di Madrid dell'8 luglio 1997, però, l'organizzazione respinse la richiesta di associazione della Romania, mentre accettò quelle di Polonia, Ungheria e Repubblica Ceca. Tale fallimento alimentò diversi malumori nella coalizione a causa della speciale attenzione riposta dal governo sull'argomento.
Gli effetti delle prime misure della terapia shock ebbero le proprie ripercussioni tra la primavera e l'estate del 1997, periodo segnato dall'aumento dell'inflazione, nonché dalla diminuzione della produzione e del consumo interno. I primi sei mesi di governo furono caratterizzati dal calo del tenore di vita e da scarsi progressi nel campo della privatizzazione delle strutture di Stato. La mancanza di risultati economici nell'immediato portò anche ai primi tumulti sociali, spesso esplosi al di fuori del controllo dei sindacati. Il governo fece fronte alle sollevazioni operaie con grandi concessioni sul piano della protezione sociale, elemento che mitigò il processo di riforma voluto dal primo ministro. Il 15 agosto fu emanata l'ordinanza per la riorganizzazione del settore minerario, che avrebbe comportato la disponibilizzazione del personale, che in cambio avrebbe ricevuto diversi salari compensatori. Il 6 settembre venne varato il programma per la ristrutturazione e l'efficientamento delle miniere della valle del Jiu, che nel solo 1997 prevedeva il licenziamento di 17.000 lavoratori. Nel settembre 1997 l'esecutivo dovette intervenire per evitare il tracollo di alcune banche di Stato (Bancorex e Banca Agricolă), trasferendo al bilancio pubblico i loro debiti, che ammontavano a circa un miliardo di dollari.

### Contrasti tra gli alleati

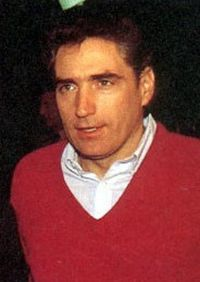
Petre Roman, presidente del Partito Democratico (PD) dal 1993 al 2001 e presidente del senato dal 1996 al 1999.

La coabitazione tra i numerosi partiti che componevano il governo si rivelò complessa. Dell'esecutivo facevano parte gruppi dalle ideologie e dagli obiettivi molto diversi. La CDR, ad esempio, era costituita soprattutto da elementi interessati alla restituzione delle proprietà nazionalizzate dalla dittatura comunista, mentre la base elettorale del PD era formata da classi che dipendevano dall'iniziativa pubblica. Gli stessi dirigenti del PD provenivano dalle élite che si erano formate nelle imprese di Stato sotto il regime. L'esecutivo si trovò in varie occasioni in conflitto con le commissioni parlamentari in cui i partiti di governo detenevano la maggioranza. Tra queste, il presidente della commissione economia al senato Viorel Cataramă (PNL) si oppose alla legge voluta dal governo sull'attrazione degli investimenti esteri, criticata poiché dava scarsa rilevanza al capitale autoctono. Il capo della commissione istruzione alla camera George Pruteanu (PNȚCD) ostacolò il varo di una modifica sulla legge sull'educazione pubblica che avrebbe garantito maggiori diritti alla popolazione di etnia ungherese, che invece era difesa dall'UDMR. Su tale piano il PNL si oppose costantemente all'UDMR, criticando fermamente il desiderio degli alleati di governo di consentire l'insegnamento di determinate discipline in lingua ungherese. Il presidente della commissione agricoltura al senato Triță Făniță (PD) contestò il progetto di privatizzazione delle fattorie di Stato, ritenendole di importanza strategica, deludendo le attese del governo, cui la Banca Mondiale aveva promesso misure di sostegno in campo agricolo nel caso in cui si fosse proceduto alla loro denazionalizzazione. 
Il PD del presidente del senato Petre Roman invocò una revisione del processo di riforma e diede il via ad un duro ostruzionismo nei confronti del premier Ciorbea. La legislatura fu di fatto bloccata e rallentata da continui contrasti tra la CDR e l'USD, che rifiutò i termini di numerose leggi, tra le quali quella sulla privatizzazione delle aziende agricole statali e quella sulla restituzione delle proprietà private confiscate sotto la dittatura. Contestualmente il ritmo lento delle riforme fu fonte di perplessità da parte del Fondo monetario internazionale e della Banca Mondiale, che facevano pressione sul governo affinché prendesse rapidamente delle misure.
Per giungere ad una rapida soluzione ed evitare continue impasse, l'esecutivo ricorse spesso allo strumento dell'ordinanza d'urgenza (più di 50 nel 1997), che scavalcava parzialmente la necessità dell'approvazione parlamentare, avendo l'effetto collaterale di deteriorare i rapporti tra i poteri.
Il 1º luglio 1997 il capo del dipartimento di controllo e anticorruzione del governo, Valerian Stan, pubblicò un rapporto che evidenziava come diversi parlamentari, membri del governo e dell'amministrazione presidenziale e altre personalita sia d'opposizione che di maggioranza fossero entrate abusivamente in possesso di numerosi immobili appartenenti al fondo locativo dello Stato. Secondo Stan, che proponeva severe misure di recupero e azioni penali contro gli interessati, tra il 1990 e il 1995 erano state assegnate illegalmente circa 5.600 proprietà. Di tali eventi avrebbero beneficiato numerosi membri del PD, tra i quali lo stesso Petre Roman, elemento che spinse il leader dell'USD a rivolgersi al primo ministro per prendere azioni contro Stan. Ciorbea trasferì il dipartimento di controllo sotto la sua diretta autorità e il 27 agosto, dopo che Stan ebbe ribadito la necessità di misure drastiche, lo congedò dall'incarico, cedendo alle richieste del PD, che lamentava diffamazioni nei confronti dei propri membri da parte degli alleati.
Nel corso dell'anno CDR e USD continuarono a scontrarsi su diversi punti, come sull'adozione di varie leggi (soprattutto la legge 18/1991 sui terreni fondiari), sul taglio delle spese di alcuni ministeri e sulle nomine del direttore del Fondo delle proprietà di Stato (FPS), degli ambasciatori, della Garda Financiară e delle dirigenze delle banche (in primis Bancorex). Per via di tali divergenze con il tempo l'autorità del primo ministro si sfaldò sia nel partito che nella coalizione. Il premier dimostrò incertezza e carenze sul piano della comunicazione in varie occasioni, ritirando le proprie proposte nel momento in cui emergevano delle proteste. A tal riguardo nell'autunno 1997, pur avendola annunciata, il governo rinunciò alla legge sulla limitazione delle emissioni dei "certificati di rivoluzionario", che garantivano ampi privilegi ai loro possessori.

### Rimpasto del dicembre 1997

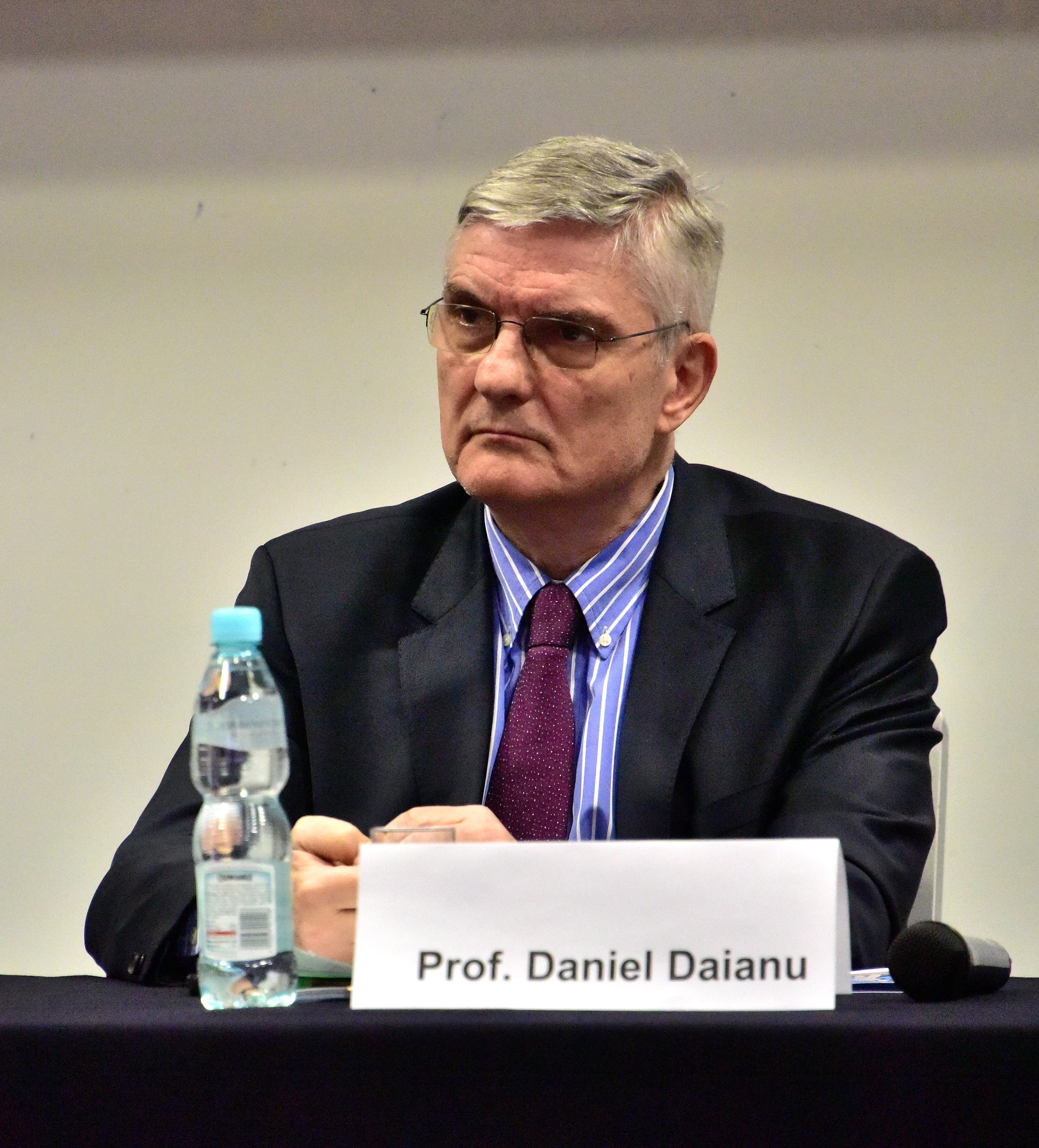
Daniel Dăianu, divenuto ministro delle finanze in seguito al rimpasto del dicembre 1997.

Per placare i malumori del Partito Democratico, nel novembre 1997 il primo ministro propose un rimpasto, che coinvolse un terzo della squadra di governo. Numerosi incarichi nei portafogli chiave nei settori economici vennero attribuiti a figure tecniche indipendenti, sottraendoli ai rappresentanti dei partiti. Il ministero delle finanze andò a Daniel Dăianu, ex economista capo della Banca nazionale della Romania, quello dell'istruzione al rettore dell'Università di Cluj-Napoca Andrei Marga, quello della riforma all'economista Ilie Șerbănescu, quello della salute al cardiologo Ion Victor Bruckner. Nacque, inoltre, il ministero della privatizzazione. Il rimpasto fu approvato dal voto del parlamento del 4 dicembre 1997 con 277 deputati e senatori favorevoli.
Il leader del PD, tuttavia, rimase insoddisfatto e comunicò che avrebbe dato non più di tre mesi di tempo al governo nella nuova formula, lanciando l'ipotesi di una sfiducia al premier. La posizione dei democratici continuò ad essere ambivalente per ragioni di calcolo politico. Pur partecipando alla maggioranza respinsero una proposta del governo che avrebbe consentito al gabinetto Ciorbea di emanare ordinanze esecutive nel corso del periodo di vacanza parlamentare. Il 21 dicembre 1997, quindi, al fine di aggirare eventuali veti del PD, il primo ministro emanò un'importante ordinanza d'urgenza in tema di privatizzazione (OUG 88/1997), sulla quale nel gennaio 1998 pose la fiducia in parlamento. Il PD criticò la decisione e affermò che non avrebbe avviato le procedure per una sfiducia solamente per senso di responsabilità.
Il 23 dicembre si realizzò un cambio anche al vertice del ministero degli esteri. Il titolare Adrian Severin (PD) fu costretto alle dimissioni in seguito alle polemiche scaturite dalle sue dichiarazioni in cui sosteneva che diversi direttori di giornali nazionali e capi di partito lavorassero per i servizi segreti di stati stranieri. L'eco scosse il mondo politico e spinse il presidente Constantinescu a chiedere al Consiglio supremo di difesa di verificare tali informazioni. Severin lasciò l'incarico ad Andrei Pleșu.

### Crisi di governo e dimissioni del primo ministro
Il 19 dicembre 1997 il ministro dei trasporti Traian Băsescu (PD), nel corso di un'intervista pubblicata da Evenimentul zilei, accusò apertamente il premier d'indecisione, d'incapacità nella gestione del processo di privatizzazione e di un insufficiente coordinamento delle sedute di governo. Al culmine della disputa con Ciorbea il 29 dicembre Băsescu si dimise dal ruolo. Il PD prese le difese del suo ministro e il 14 gennaio 1998 si rivolse ai partner di coalizione, chiedendo la nomina di un nuovo premier.
I tentativi del capo di Stato di far rientrare la crisi non diedero frutti, mentre il PD nel mese di febbraio si ritirò dal governo, accusando Ciorbea della mancata realizzazione del programma di riforma, del costante ricorso alle ordinanze d'urgenza e al trattamento ineguale riservato ai suoi ministri. Il partito di Roman comunicò che avrebbe temporaneamente riconosciuto il proprio sostegno esterno al governo, in attesa di una proposta risolutiva da parte della CDR.
Il 6 febbraio 1998 Ciorbea presentò i nuovi ministri che avrebbero sostituito i dimissionari e il programma per il 1998, che prevedeva un rallentamento del declino del PIL e il rilancio dell'economia. La nuova squadra di governo senza rappresentanti del PD fu approvata dal parlamento il successivo 10 febbraio (315 voti a favore e 121 contrari).
Anche nella nuova formula il governo continuò a dipendere dalle scelte del PD, il cui voto contrario risultò decisivo per la bocciatura della legge di bilancio per il 1998, azione che bloccava definitivamente il riconoscimento della seconda tranche del prestito da parte del FMI. Il PD si espresse anche contro alcune proposte della maggioranza, come quella sulla ratifica dell'ordinanza che avrebbe permesso le iscrizioni stradali bilingue nelle aree popolate da cittadini di etnia ungherese.
A causa dell'instabilità politica e all'inattuabilità di un'agenda di governo coerente, sorsero voci discordi contro il premier anche in seno al PNȚCD e al PNL. Impossibilitato a proseguire nell'incarico Ciorbea rimise il proprio mandato nelle mani del presidente della Romania il 30 marzo 1998. Nella coalizione l'unica componente che ne prese le difese fu l'associazione Alleanza Civica, che in segno di protesta si autosospese dalla CDR. In attesa della formazione di un nuovo governo, il ruolo di primo ministro fu assunto ad interim dal ministro degli interni Gavril Dejeu.

## Attività del governo
Prodotto interno lordo a parità di potere d'acquisto, in miliardi di dollariAnno030609012015018021019971998PIL a parità di potere d'acquisto
Fonte: Fondo monetario internazionale
Variazione percentuale del Prodotto interno lordoAnno-8-6-4-202419961997Variazione percentuale del PIL
Fonte: Fondo monetario internazionale
Variazione percentuale del tasso d'inflazioneAnno030609012015018019961997Variazione percentuale
Fonte: Fondo monetario internazionale
Variazione percentualeAnno-10-505101519961997Variazione percentuale ImportazioniVariazione percentuale Esportazioni
Fonte: Fondo monetario internazionale
Variazione percentuale del deficit del conto delle partite correnti della bilancia commercialeAnno-7-6-5-4-3-2-1019961997Variazione percentuale
Fonte: Fondo monetario internazionale
Percentuale della forza lavoroAnno0246819961997Percentuale della forza lavoro
Fonte: Fondo monetario internazionale

### Misure economiche

#### Obiettivi e liberalizzazione dei prezzi
Al momento del suo insediamento il governo Ciorbea ereditò la difficile situazione finanziaria lasciata dal precedente esecutivo. Il governo Văcăroiu non era riuscito a dare il via ad un deciso processo di privatizzazione e a contenere il deficit pubblico, mentre il debito estero aveva raggiunto la somma di 5 miliardi di dollari, elemento che collocava la Romania vicino ad una situazione di default. In conseguenza delle politiche del precedente governo, solo nei primi mesi del 1997 il paese si attendeva di dover pagare ai propri creditori un miliardo di dollari. Parte delle maggiori perdite dello Stato si registrava nei settori industriale, minerario, petrolchimico e dei trasporti. La situazione più critica, tuttavia, era quella del sistema bancario, in cui numerosi istituti erano a un passo dall'insolvenza (Dacia Felix, Credit Bank, Bancorex, Columna Bank, Bankcoop, Albina, Banca Agricolă). Un miliardo di dollari era richiesto anche per coprire il buco generato dai prestiti in sofferenza ampiamente concessi dalle banche di Stato negli anni precedenti a causa della loro cattiva e arbitraria gestione. La valuta nazionale, il leu, inoltre, tra la fine del 1996 e il gennaio 1997 perse più metà del suo valore, passando da un cambio rispetto al dollaro da 3.200 lei a 7.000 lei.
La condizione delle casse pubbliche fu rivelata da Ciorbea ai cittadini nel dicembre 1996, mentre il nuovo primo ministro accusò quello uscente di aver nascosto la reale situazione del debito pubblico, che era circa tre volte superiore rispetto ai dati ufficiali presentati precedentemente dal governo. L'ambizioso progetto di riforma della CDR, pertanto, si scontrò con l'evidenza dei fatti.
Il programma di governo prevedeva azioni immediate sul piano fiscale, come la riduzione dei sussidi per l'energia alle industrie e ai consumatori privati, l'abrogazione di diversi contributi statali per il trasporto pubblico e per altri beni di base, incluse varie tipologie di prodotti alimentari. Le liberalizzazioni furono realizzate tra i mesi di febbraio e maggio 1997, mentre la prima misura, varata nel gennaio 1997, fu la completa eliminazione delle sovvenzioni per i carburanti. Tali decisioni ebbero effetti importanti sull'inflazione, che nel primo trimestre del 1997 si attestò al 76,5%. I prezzi per il trasporto pubblico crebbero del 121% e quelli per i prodotti della panificazione del 155%. L'imprenditoria, parimenti, dovette far fronte al crollo della domanda interna e alla crescita vertiginosa dei tassi d'interesse, che rese complicato il finanziamento dell'economia. Secondo i calcoli del governo la qualità della vita sarebbe scesa del 20% nel corso dell'anno. Il piano di una "terapia shock" fatta di sacrifici inevitabili fu presentato da Ciorbea alla popolazione come una necessità imprescindibile per la realizzazione della ripresa economica a lungo termine.
Oltre alla liberalizzazione dei prezzi, iI documento sulla riforma avanzato il 17 febbraio 1997 proponeva anche la completa liberalizzazione del tasso di cambio senza restrizioni per tutti i cittadini (regolamento entrato in vigore il 30 gennaio 1998), la riduzione delle tasse doganali sia per l'importazione che per l'esportazione, l'accelerazione della privatizzazione e della liquidazione delle società statali improduttive. Secondo il governo ciò avrebbe portato alla riforma dell'economia e alla riorganizzazione dei sistemi di produzione e dei mercati di consumo, che avrebbe favorito la libera iniziativa in un sistema concorrenziale. L'impatto delle misure sarebbe stato mitigato dalla crescita del salario minimo, delle pensioni e dei sussidi per i figli minori. Uno dei punti cruciali del programma era la riduzione del deficit pubblico dal 5,8% del PIL registrato nel 1996 al 4,5%, soglia considerata attrattiva per gli investitori stranieri.
Il 17 aprile 1997 il parlamento approvò la legge di bilancio, basata su un piano di austerity che contemplava una maggior pressione sul piano fiscale, la riduzione degli investimenti pubblici, il licenziamento di dipendenti in diversi settori e la diminuzione dei sussidi per industria e agricoltura. Era previsto anche un calo del potere d'acquisto della popolazione.

#### Privatizzazioni e finanziamento internazionale
Il 18 aprile 1997 fu ratificata la legge sulla privatizzazione delle società commerciali bancarie in cui lo Stato era azionista, che regolamentava il processo di privatizzazione degli istituti di credito e la destinazione delle somme ottenute dalle cessioni di tali quote. Il 5 giugno tramite ordinanza d'urgenza il governo trasformò tutte le aziende a capitale pubblico in regime di monopolio (le regie autonome) in società commerciali, ad eccezione di Monitorul Oficial (che gestiva la gazzetta ufficiale) e RA Multiproduct.
Le riforme pianificate dal governo furono realizzate con il sostegno dei creditori internazionali. Il Fondo monetario internazionale fu soddisfatto dalle misure annunciate dal primo ministro e il 23 aprile 1997 garantì un finanziamento stand by per 410 milioni di dollari, vincolandolo alla realizzazione di determinati punti. Si trattava del quarto prestito riconosciuto alla Romania dal 1990, nessuno dei quali portato a compimento a causa dell'inadempienza agli obblighi da parte del paese. Il programma del FMI prevedeva misure drastiche anche dal punto di vista sociale. Le aspettative dell'istituzione per il 1997 erano quelle di un PIL in calo del 2,2% (quando in realtà fu del 6%) e di un'inflazione al 90% (poi arrivata al 154,8%).
I termini dell'accordo furono resi noti dalle autorità di Bucarest il 4 agosto 1997. Il piano strutturale chiedeva alla Romania una nuova legislazione sulle pensioni e sul debito pubblico, la messa in vendita o la chiusura di numerose fattorie di Stato, la riorganizzazione delle regie autonome e il taglio del 10% delle loro perdite, la vendita della Banca rumena per lo sviluppo e la cessione di oltre 2.750 società statali. Tra i nodi principali del patto vi era la privatizzazione o la chiusura di dieci grosse aziende pubbliche, le cui perdite insieme ammontavano al 7,5% del totale del passivo del bilancio statale. La Romania si impegnava, inoltre, a ridurre il debito estero al 4,5% del PIL.
Il 3 giugno 1997 la Banca Mondiale approvò un prestito alla Romania per un totale di 550 milioni per tre settori: protezione sociale (50 milioni), agricoltura (350 milioni nell'ambito del programma ASAL) e trasporti (150 milioni). Nella stessa giornata il governo riuscì ad imporre in parlamento un pacchetto omnibus, che non consentiva emendamenti, relativo al programma di riforma. Con un solo decreto l'esecutivo attuò la revisione dei sussidi per la disoccupazione, introdusse norme sulla restituzione delle proprietà confiscate dal regime comunista e sottopose il Fondo per le proprietà dello Stato (FPS), che gestiva il portafoglio delle aziende da privatizzare, al controllo del governo e non del parlamento.
Nonostante gli sforzi del governo, il processo concordato con le istituzioni internazionali fu rallentato dai contrasti tra CDR e USD. Oltre a ciò il premier dovette fare i conti con funzionari statali ancora legati alle vecchie strutture di potere, che frenarono i tentativi di accelerare le riforme. La privatizzazione delle banche non fu realizzata e gli istituti di credito continuarono nella loro politica di riconoscimento di prestiti in sofferenza a società pubbliche in costante perdita. A causa dell'aggravarsi dei problemi del settore bancario, nel settembre 1997 il governo intervenne per salvare dal fallimento Bancorex e Banca Agricolă, trasferendo le loro perdite al bilancio pubblico. Il 10 settembre fu emanata l'ordinanza che attribuiva allo Stato il debito di 450 milioni di dollari di Banca Agricolă e il successivo 17 settembre quella per il trasferimento dei 660 milioni dovuti da Bancorex, passivo generato dall'acquisto da parte dell'istituto di credito di energia elettrica per conto di RENEL e Compania Română de Petrol, entrambe società pubbliche.
Per via del lento percorso di privatizzazione nel corso del 1997, non furono lesinate critiche al direttore del FPS Sorin Dimitriu, che era anche consigliere del presidente Constantinescu. Il capo del fondo contribuì a mantenere un ritmo lento, prediligendo il criterio della qualità a discapito della velocità, al fine di cedere ai privati un minor numero di società ma a prezzi maggiori. Non mancarono ulteriori resistenze interne. Le raccomandazioni di Banca Mondiale e Agenzia internazionale per lo sviluppo sugli scenari per la riorganizzazione della compagnia energetica di Stato, la RENEL, non furono attuate dal FPS. La vendita della raffineria Petromidia di Năvodari non si concretizzò perché il FPS non rilasciò i documenti necessari alle due società interessate a partecipare all'asta. Nel 1997, inoltre, il governo chiese alle dirigenze di RENEL, Romgaz e Petrom di fornire entro novanta giorni un programma di revisione dei costi, ma l'iniziativa non ebbe seguito a causa dell'emergere di contrasti in seno alla maggioranza.
Tra i pochi successi del processo di riorganizzazione e privatizzazione, il 20 agosto vi fu la creazione di Petrom che, in qualità di società commerciale, sostituiva la precedente Compania Română de Petrol, prelevandone il passivo di 750 milioni di dollari. Il 24 settembre 1997 il FPS vendette per 400 milioni al gruppo Lafarge il 51% della Romcim, il produttore nazionale di cemento. Il 15 gennaio 1998 la raffineria Petrotel di Ploiești passò alla LUKoil per 56 milioni, più altri 300 milioni d'investimenti garantiti.
In mancanza di azioni decisive sul piano economico, alla fine del 1997 il FMI si rifiutò di riconoscere alla Romania una nuova tranche del prestito concordato e nel marzo 1998 stralciò l'accordo a causa della mancata realizzazione degli obiettivi pattuiti. Alla fine del 1997, malgrado la riduzione del deficit della bilancia commerciale, si registrarono la crescita del debito estero, il calo della produzione industriale, un'inflazione oltre il 150% e un crollo del PIL di 6 punti percentuali.
Provando a dare segnali di stabilità, pur nel pieno di una crisi di governo, il 21 dicembre 1997 fu adottata l'ordinanza d'urgenza (OUG 88/1997) per la privatizzazione delle società commerciali, divenuta legge nel gennaio 1998. Questa definiva il quadro legale per la vendita delle azioni emesse dalle aziende controllate dallo Stato, per le attribuzioni del ministero della privatizzazione e del Fondo per le proprietà dello Stato, nonché per l'utilizzo delle somme ottenute dalle cessioni. A tal proposito venne istituito un fondo a disposizione del governo per il finanziamento di programmi per lo sviluppo regionale e a favore della piccola e media impresa. Il 24 dicembre fu pubblicata l'ordinanza per stimolare gli investimenti diretti, che prevedeva un eguale regime di accesso ad una serie di facilitazioni doganali e fiscali sia agli imprenditori rumeni che a quelli stranieri
Il 3 marzo 1998, quando il primo ministro non disponeva più della maggioranza, Ciorbea riuscì ad ottenere l'adozione della legge che permetteva la riorganizzazione delle regie autonome tramite ordinanza di governo, che semplicava il processo di riorganizzazione e privatizzazione di tali società.

#### Misure sociali di compensazione
La chiusura delle prime aziende previste dall'accordo con il FMI, le cui perdite ammontavano a 260 milioni di dollari e impegnavano 30.000 dipendenti, portò a diverse proteste da parte dei lavoratori. Nella primavera del 1997 i dipendenti della fabbrica di trattori di Brașov occuparono l'autostrada a causa dell'interruzione della corrente elettrica per i debiti dello stabilimento. Nel giugno 1997 entrarono in sciopero i minatori della valle del Jiu. Il governo riconobbe sovvenzioni supplimentari in entrambi i casi pur di far rientrare le contestazioni.
Il successivo 14 agosto il governo venne a patti con i sindacati, riconoscendo l'indicizzazione dei salari del 15% a decorrere dal 1º agosto e del 14% dal 1º ottobre, oltre alla riduzione delle imposte sul lavoro del 2%. Il 15 agosto fu emanata l'ordinanza di governo n. 9 per il riordinamento del settore minerario, che garantiva al personale messo in disponibilità tra i dodici e i venti stipendi compensativi in base all'anzianità. Il 6 settembre fu emanato lo speciale programma per il riordinamento delle miniere della valle del Jiu, che dimezzò il numero dei lavoratori impiegati nel settore.
Tra le altre politiche sociali il 1º settembre 1997 entrò in vigore l'ordinanza d'urgenza per la rimozione dell'IVA su pane, combustibili per consumo casalingo, energia elettrica e termica per gli utenti privati, edizione, stampa e vendita di giornali, servizi di spurgo, derattizzazione e disinfezione, affitti e vendita di terreni e lavori di costruzione. Tale atteggiamento conservativo del governo preoccupò gli investitori stranieri, che nella seconda parte del 1997 rallentarono il proprio apporto all'economia rumena. Nel complesso, tuttavia, gli investimenti esteri nel 1997 furono di 998 milioni di dollari, più del doppio rispetto al 1996.
Seppur dichiaratamente riformista e capitalista, il governo spesso rinunciò alle proprie iniziative nel momento in cui apparivano movimenti di protesta. Al settembre 1997 erano stati concessi sussidi ai lavoratori per 140 milioni di dollari. I programmi di assistenza sociale valevano il 10% del PIL, percentuale superiore persino ai precedenti governi di centro-sinistra.

### Relazioni internazionali

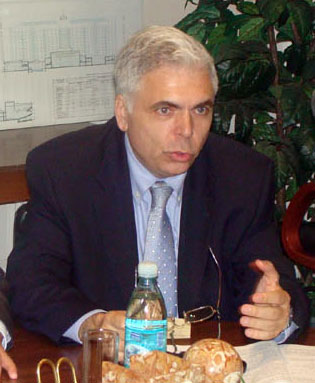
Adrian Severin, ministro degli esteri fino al 29 dicembre 1997.

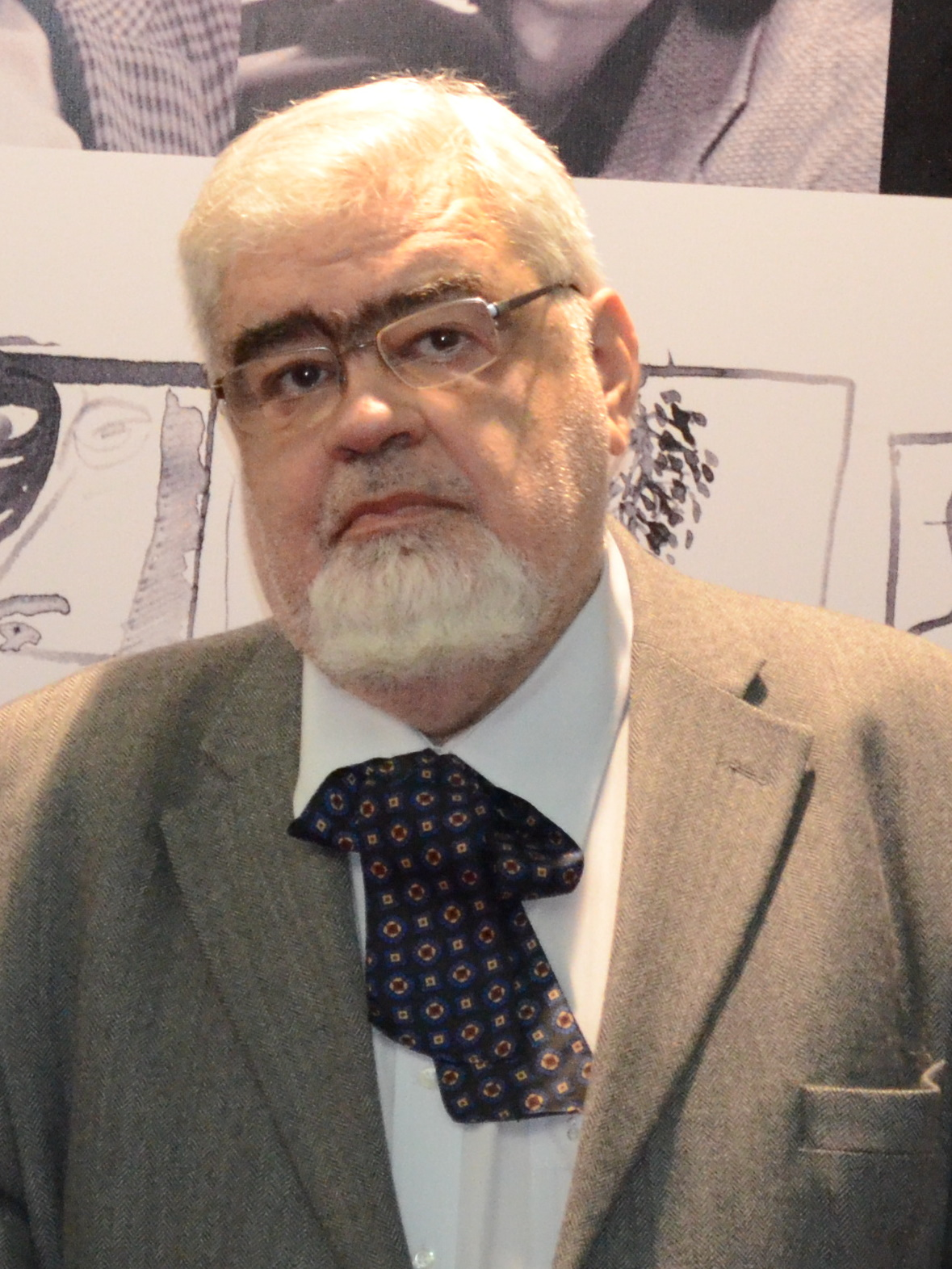
Andrei Pleșu, ministro degli esteri dal 29 dicembre 1997.

In politica estera la priorità dichiarata della CDR fu quella di rafforzare i rapporti con i paesi occidentali. L'obiettivo primario fu l'ammissione alla NATO nell'estate 1997, proposito per il quale governo e presidenza della repubblica lavorarono intensamente per dimostrare alla comunità internazionale che la Romania fosse un partner affidabile. Nel gennaio 1997 Constantinescu inviò un proprio collaboratore per incontrare i membri dell'opposizione serba che contestavano Slobodan Milošević, che fino a quel momento era stato sostenuto dalla diplomazia rumena. Nel 1997 la Romania partecipò alle operazioni della Stabilisation Force della NATO in Bosnia Erzegovina e a quelle della Missione Alba in Albania al fianco dell'Italia. Con l'avvento del governo Ciorbea, il Consiglio d'Europa rimosse il sistema di monitoraggio sul rispetto dei diritti umani che era stato imposto alla Romania nel 1993. Il 12 aprile 1997 la Romania aderì all'Accordo centroeuropeo di libero scambio (CEFTA)
Sempre in vista dell'ammissione alla NATO, il 2 giugno 1997 la Romania siglò il trattato d'amiciza con l'Ucraina, documento che normalizzava i rapporti con il paese vicino ed era considerato, insieme all'analogo atto con l'Ungheria del 1996, propedeutico per l'accettazione nell'organizzazione. L'accordo si basava sulla comune condanna dei totalitarismi e sull'inviolabilità delle frontiere. In tal modo la Romania rinunciava alle proprie pretese sul Territorio di Herța, area passata all'Unione Sovietica nel 1940 in seguito all'applicazione del Patto Molotov-Ribbentrop e divenuta parte dell'Ucraina nel 1991.
Nell'aprile 1997 il parlamento inviò un messaggio ai sedici membri della NATO, chiedendone il supporto per l'ammissione all'organizzazione. Parallelamente governo, presidenza e stampa portarono avanti una campagna che presentava il problema dell'adesione come uno cruciale per il destino del paese. Le autorità di Bucarest, infatti, basarono i propri sforzi diplomatici sull'approvazione da parte dei paesi occidentali, considerata imprescindibile per il riconoscimento dei propri successi anche sul piano interno. Secondo alcuni sondaggi dell'epoca addirittura il 95% della popolazione era a favore dell'ingresso nella NATO. Francia e Italia, tramite le voci del presidente della repubblica Jacques Chirac e del presidente del consiglio dei ministri Romano Prodi, annunciarono il proprio sostegno alla Romania, mentre altri paesi preferirono mantenere una posizione più distante. Nel giugno 1997 gli Stati Uniti, esprimendosi sull'allargamento della NATO, si mostrarono favorevoli alle candidature di Polonia, Ungheria e Repubblica Ceca, ma non a quella della Romania che, secondo il presidente americano Bill Clinton, aveva bisogno di maggior tempo per la trasformazione della propria economia e per la maturazione del sistema democratico.
Il veto degli USA, quindi, fu fondamentale per decretare il respingimento della richiesta di ammissione alla NATO. Il summit di Madrid tenutosi tra il 7 e il 9 luglio 1997 decretò l'allargamento agli altri tre paesi, ma non a Romania e Slovenia. A testimonianza del fatto che, tuttavia, la candidatura della Romania sarebbe stata presa in considerazione nel prossimo futuro, l'11 luglio 1997 Clinton realizzò una visita ufficiale a Bucarest, incoraggiando le riforme del governo e promettendo una nuova valutazione entro due anni. Nonostante l'apertura, il fallimento rappresentò un duro colpo alla stabilità del governo per via delle risorse investite nel progetto.
Il rapporto della Commissione europea Agenda 2000, pubblicato nel luglio 1997, affermava che, pur avendo realizzato significativi progressi, la Romania non era ancora pronta a competere con le economie occidentali. Per questo motivo la Commissione raccomandò di non includere il paese nel primo giro di negoziati per l'allargamento dell'Unione europea. Il 12 dicembre 1997 il Consiglio europeo riunito a Lussemburgo confermò il parere, valutando di considerare la Romania solamente in future trattative.

### Altre misure
La partecipazione dell'UDMR al governo Ciorbea comportò la riconciliazione con la minoranza ungherese. Nel maggio 1997 una serie di emendamenti alle leggi sulla pubblica amministrazione e sull'educazione permisero l'utilizzo della lingua ungherese nelle scuole, nei tribunali e negli organi amministrativi delle aree in cui i cittadini di etnia magiara superavano il 20% della popolazione. Tra le altre iniziative dell'esecutivo a vantaggio dell'UDMR vi furono l'introduzione della segnaletica stradale bilingue, la creazione di un dipartimento per la protezione delle minoranze (affidato al ministro György Tokay) e la proposta, lanciata nell'aprile 1997 ma poi ritrattata per via delle proteste dell'opposizione e di parte della maggioranza, di aprire un'università in lingua ungherese a Cluj-Napoca.
Su pressione della Banca Mondiale il governo elaborò la legge 145/1997, che modificava il sistema sanitario introducendo delle assicurazioni obbligatorie basate sul principio della solidarietà. Fu creata anche la struttura amministrativa per la gestione dei contributi dei lavoratori al settore, la Cassa nazionale delle assicurazioni della sanità (CNAS), che nasceva come ente autonomo dal governo e gestiva indipendentemente le proprie risorse.
Il 20 marzo 1997 il governo riuscì a far passare la legge per il funzionamento dell'avvocato del popolo, figura prevista dalla costituzione del 1991 ma non ancora operativa fino a quel momento.
Il 14 dicembre 1997 fu emanata l'ordinanza d'urgenza per la riorganizzazione del ministero della difesa, che dismetteva numerose unità militari e riduceva il numero di funzioni. Il personale sia militare che civile che rientrava nel piano di licenziameni avrebbe avuto diritto a degli indennizzi.

## Appoggio parlamentare e composizione
Il governo Ciorbea fu sostenuto dall'ampia coalizione di centro-destra che vinse le Elezioni parlamentari in Romania del 1996, denominata Convenzione Democratica Romena (CDR), nata per contrastare l'egemonia del Partito della Democrazia Sociale di Romania (centro-sinistra) e composta dal Partito Nazionale Contadino Cristiano Democratico (PNȚCD), dal Partito Nazionale Liberale (PNL) e da altre formazioni minori. Al fianco della CDR parteciparono al governo anche i partiti della coalizione Unione Social Democratica (Partito Democratico e Partito Social Democratico Romeno) ed i regionalisti ungheresi dell'Unione Democratica Magiara di Romania (UDMR).
Insieme la maggioranza disponeva di 200 deputati su 343 (pari al 58,3% dei seggi alla camera dei deputati della Romania) e di 87 senatori su 143 (pari al 60,8% dei seggi al senato della Romania).
| Carica | Titolare                                                     | Titolare                                            | Partito      |
| --- | ------------------------------------------------------------ | --------------------------------------------------- | ------------ |
| Primo ministro |                                                              | Victor Ciorbea (fino al 30 marzo 1998)              | PNȚCD        |
| Primo ministro | Gavril Dejeu (ad interim; dal 30 marzo 1998)                 |                                                     | PNȚCD        |
| Ministro di Stato (fino al 5 dicembre 1997) Ministro delle finanze                                                                   |                                                              | Mircea Ciumara (fino al 5 dicembre 1997)            | PNȚCD        |
| Ministro di Stato (fino al 5 dicembre 1997) Ministro delle finanze                                                                   |                                                              | Daniel Dăianu (dal 5 dicembre 1997)                 | Indipendente |
| Ministro di Stato (fino al 29 dicembre 1997) Ministro degli affari esteri                                                            |                                                              | Adrian Severin (fino al 29 dicembre 1997)           | PD           |
| Ministro di Stato (fino al 29 dicembre 1997) Ministro degli affari esteri                                                            |                                                              | Andrei Pleșu (dal 29 dicembre 1997)                 | Indipendente |
| Ministro di Stato (fino al 5 dicembre 1997) Ministro della riforma Presidente del Consiglio per la riforma (dal 5 dicembre 1997)     |                                                              | Ulm Spineanu (fino al 5 dicembre 1997)              | PNȚCD        |
| Ministro di Stato (fino al 5 dicembre 1997) Ministro della riforma Presidente del Consiglio per la riforma (dal 5 dicembre 1997)     |                                                              | Ilie Șerbănescu (dal 5 dicembre 1997)               | Indipendente |
| Ministro di Stato Ministro dell'industria e del commercio                                                                            |                                                              | Călin Popescu Tăriceanu (fino al 5 dicembre 1997)   | PNL          |
| Ministro di Stato Ministro dell'industria e del commercio                                                                            |                                                              | Mircea Ciumara (dal 5 dicembre 1997)                | PNȚCD        |
| Ministro del lavoro e della protezione sociale Ministro di Stato (dal 29 dicembre 1997)                                              |                                                              | Alexandru Athanasiu                                 | PSDR         |
| Ministro della giustizia Ministro di Stato (dal 29 dicembre 1997)                                                                    |                                                              | Valeriu Stoica                                      | PNL          |
| Ministro della difesa nazionale Ministro di Stato (dal 29 dicembre 1997 all'11 febbraio 1998)                                        |                                                              | Victor Babiuc (fino all'11 febbraio 1998)           | PD           |
| Ministro della difesa nazionale Ministro di Stato (dal 29 dicembre 1997 all'11 febbraio 1998)                                        |                                                              | Constantin Dudu Ionescu (dall'11 febbraio 1998)     | PNȚCD        |
| Ministro degli interni Ministro di Stato (dal 29 dicembre 1997)                                                                      |                                                              | Gavril Dejeu                                        | PNȚCD        |
| Ministro dell'agricoltura e dell'alimentazione                                                                                       |                                                              | Dinu Gavrilescu                                     | PNȚCD        |
| Ministro dei trasporti |                                                              | Traian Băsescu (fino all'11 febbraio 1998)          | PD           |
| Ministro dei trasporti |                                                              | Anton Ionescu (dall'11 febbraio 1998)               | PNL          |
| Ministro delle comunicazioni |                                                              | Sorin Pantiș                                        | PNL          |
| Ministro del turismo |                                                              | Ákos Birtalan                                       | UDMR         |
| Ministro dei lavori pubblici e della gestione del territorio                                                                         |                                                              | Nicolae Noica                                       | PNȚCD        |
| Ministro delle acque, delle foreste e della protezione dell'ambiente                                                                 |                                                              | Ioan Oltean (fino al 5 dicembre 1997)               | PD           |
| Ministro delle acque, delle foreste e della protezione dell'ambiente                                                                 | Sorin Frunzăverde (dal 5 dicembre 1997 all'11 febbraio 1998) |                                                     | PD           |
| Ministro delle acque, delle foreste e della protezione dell'ambiente                                                                 |                                                              | Romică Tomescu (dall'11 febbraio 1998)              | PNȚCD        |
| Ministro dell'istruzione |                                                              | Virgil Petrescu (fino al 5 dicembre 1997)           | PNȚCD        |
| Ministro dell'educazione nazionale                                                                                                   |                                                              | Andrei Marga (dal 5 dicembre 1997)                  | PNȚCD        |
| Ministero della ricerca e della tecnologia                                                                                           |                                                              | Bujor Bogdan Teodoriu (fino all'11 febbraio 1998)   | PD           |
| Ministero della ricerca e della tecnologia                                                                                           |                                                              | Horia Ene (dall'11 febbraio 1998)                   | PAR          |
| Ministro della salute |                                                              | Ștefan Drăgulescu (fino al 5 dicembre 1997)         | PNȚCD        |
| Ministro della salute |                                                              | Ion Victor Bruckner (dal 5 dicembre 1997)           | Indipendente |
| Ministro della cultura |                                                              | Ion Caramitru                                       | PNȚCD        |
| Ministro della gioventù e dello sport                                                                                                |                                                              | Mihai Sorin Stănescu (fino al 5 dicembre 1997)      | PNL          |
| Ministro della gioventù e dello sport                                                                                                | Crin Antonescu (dal 5 dicembre 1997)                         |                                                     | PNL          |
| Ministro per i rapporti con il Parlamento                                                                                            |                                                              | Bogan Niculescu Duvăz (fino all'11 febbraio 1998)   | PD           |
| Ministro per i rapporti con il Parlamento                                                                                            |                                                              | Ioan Avram Mureșan (dall'11 febbraio 1998)          | PNȚCD        |
| Ministro della privatizzazione |                                                              | Valentin Ionescu (dal 5 dicembre 1997)              | PNȚCD        |
| Ministro con delega al coordinamento della segreteria generale del Governo e del dipartimento per la pubblica amministrazione locale |                                                              | Remus Opriș                                         | PNȚCD        |
| Ministro con delega all'integrazione europea                                                                                         |                                                              | Alexandru Herlea                                    | PNȚCD        |
| Ministro con delega alle informazioni pubbliche                                                                                      |                                                              | Radu Boroianu (fino al 5 dicembre 1997)             | PNL          |
| Ministro con delega alle informazioni pubbliche                                                                                      | Sorin Botez (dal 5 dicembre 1997)                            |                                                     | PNL          |
| Ministro con delega alle minoranze etniche                                                                                           |                                                              | György Tokay                                        | UDMR         |
| Segretario di Stato al ministero delle finanze                                                                                       |                                                              | Dan Rușanu (fino al 5 dicembre 1997)                | PNL          |
| Segretario di Stato al ministero della difesa nazionale                                                                              |                                                              | Constantin Dudu Ionescu (fino all'11 febbraio 1998) | PNȚCD        |
| Segretario di Stato al ministero dell'industria e del commercio                                                                      |                                                              | Florin Buruiană (fino al 5 dicembre 1997)           | PNȚCD        |